# Сенкар, Ойген
Ойген Сенкар (нем. Eugen Szenkar, собственно Енё Сенкар, венг. Szenkár Jenő; 9 апреля 1891, Будапешт — 25 марта 1977, Дюссельдорф) — венгерский дирижёр.

## Биография
Сын дирижёра, органиста и композитора Нандора Сенкара с детства начал выступать как пианист и дирижёр. Учился у Виктора Херцфельда и Ганса фон Кёсслера. В 1911—1912 гг. репетитор в Будапештской опере. В 1920—1923 гг. работал во Франкфуртской опере, в 1923—1924 гг. в Берлинской народной опере, затем в Кёльне. В 1926 г. Сенкар дирижировал премьерой балета Бартока «Чудесный мандарин» (вообще Барток нередко доверял Сенкару премьеры), вызвавшего возмущение публики: в частности, бургомистр Кёльна Конрад Аденауэр, по преданию, прямо на премьере запретил дальнейшие представления и потребовал отставки дирижёра; в разгар скандала за кулисы к Сенкару пришёл Барток со словами: «На 36-й странице в партии кларнета стоит mezzo forte — его не слышно, нужно играть forte». Наряду с Бартоком другим принципиально важным для Сенкара композитором был Малер.
В 1933 году, с установлением нацистского режима, Сенкар покинул Германию. В 1934—1939 гг. он работал в оркестре Московской филармонии, вместе с тем проведя осенью 1937 года серию концертов новосозданного Палестинского оркестра. В 1939—1949 гг. Сенкар был первым главным дирижёром Бразильского симфонического оркестра. В 1949 г. он вернулся в Германию, работал в Мангейме, Кёльне, Дюссельдорфе.
Сенкар не любил записываться, и его записи сравнительно немногочисленны. Особняком стоит запись оперы Жака Оффенбаха «Сказки Гофмана» (1950), заслуживают также внимания концерты Генделя (в которых сам Сенкар, по традиции XVIII века, исполняет клавирную партию) и «Фантастическая симфония» Берлиоза.